# Dalhem
Dalhem là một đô thị ở tỉnh Liège. Tại thời điểm ngày 1 tháng 1 năm 2006, Dalhem có tổng dân số 6.486 người. Tổng diện tích là 36.06 km² với mật độ dân số 180 người trên mỗi km².